# Гргур Вујовић
Гргур Вујовић (Пожаревац, 11. август 1901 – Совјетски Савез, 1937) био је револуционар и политички радник.

## Биографија
Рођен је 11. августа 1901. године у Пожаревцу. Његов отац Димитрије је био ковач, а мајка Ангелина домаћица. Поред Војсилава имали су још петорицу синова - Војислава, Радомира, Светислава, Трифуна и Живка.
Заједно са старијом браћом Радомиром и Војиславом припадао је радничком покрету. Члан Савеза комунистичке омладине Југославије (СКОЈ) је постао 1920, а члан Комунистичке партије Југославије (КПЈ) 1922. године.
Током студија социологије у Бечу, 1922. године је постао члан Комунистичке партија Аустрије. Године 1924. је отишао у Совјетски Савез, где су већ живела његова браћа. По доласку у СССР радио је у Извршном комитету Комунистичке интернационале. Године 1926. се вратио у Југославију и од 1926. до 1928. године обављао дужност организационог секретара Централног комитета Савеза комунистичке омладине Југославије. Октобра 1927. године је био ухапшен, али је на суђењу 1928. године био ослобођен услед недостатка доказа.
Године 1928. напушта Југославију и одлази најпре у Беч, где је радио као дописник Телеграфске агенције Совјетског Савеза (ТАСС), а затим прелази у Москву. До јуна 1932. године је радио у Извршном комитету Комунистичке омладинске интернационале (КОИ), где је извесно време био организациони секретар ове организације, као и секретар Балканског комитета при Извршном комитету КОИ. Од 1932. до 1934. године је био представник КП Југославије у Извршном комитету Комунистичке интернационале. После овога је поново радио у Комунистичкој омладинској интернационали.
У току Стаљинових чистки био је јула 1937. године ухапшен и погубљен.
Одлуком Војног колегијума Врховног суда Совјетског Савеза рехабилитован је 27. јула 1957. године.
У Стаљиновим чисткама страдала су и Гргурова браћа - Војислав Вујовић (1897–1936) и Радомир Вујовић (1895–1938). Они су рехабилтовани 1959, односно 1958. године.